# Paul Serotzki
Paul Serotzki (* 27. März 1887 in Zoppot; † nach 1950) war ein deutscher Politiker (KPD/SED) und Gewerkschafter. Er war Abgeordneter des Volkstages der Freien Stadt Danzig.

## Leben
Serotzki, Sohn einer Arbeiterfamilie, war als Arbeitsbursche und Hafenarbeiter beschäftigt. 1905 trat er den Christlichen Gewerkschaften und 1912 der Sozialdemokratischen Partei Deutschlands (SPD) bei. Ab 1915 diente er als Soldat im Ersten Weltkrieg. 
Danach war er wieder als Hafenarbeiter beschäftigt und wurde dort 1919 Sektionsleiter der Internationalen Seeleute-Union im Danziger Hafen. 1921 trat er zur Unabhängigen Sozialdemokratischen Partei Deutschlands (USPD), 1923 zur Kommunistischen Partei Deutschlands (KPD) über. Nach seinem Ausschluss aus dem Hafenarbeiterverband 1929 führte Serotzki die RGO-Hafenarbeiter. 1930 wurde er in den Volkstag Danzig gewählt, dem er bis 1937 als KPD-Abgeordneter angehörte. Serotzki nahm im Juli/August 1935 am VII. und letzten Weltkongress der Komintern in Moskau und im Oktober 1935 an der „Brüsseler Konferenz“ der KPD in Kunzewo bei Moskau teil. 
Ab 1935 war Serotzki arbeitslos und wurde im Juni 1937 in sog. „Schutzhaft“ genommen. Nach seiner Freilassung im Oktober 1937 gab er zusammen mit Otto Langnau eine schriftliche Erklärung über den Bruch mit der KPD ab. Beide wurden als Hospitanten in die NSDAP-Fraktion im Volkstag aufgenommen. 1938 war Serotzki wieder als Hafenarbeiter beschäftigt und wurde im Oktober 1941 auf dem Flugplatz Danzig-Langfuhr dienstverpflichtet. Als ehemaliger kommunistischer Abgeordneter wurde er im August 1944 in das KZ Stutthof verschleppt.
Nach Kriegsende kam er im August 1945 mit einem „Antifa-Transport“ nach Hoppenrade bei Güstrow in Mecklenburg. Im April 1946 wurde er Mitglied der SED und fungierte ab Herbst 1946 als Bürgermeister von Hoppenrade. 
Bei Überprüfungen von Opfern des Faschismus wurde Serotzki 1950 der OdF-Status aberkannt, weil er „im Oktober 1937 freiwillig sein Abgeordnetenmandat aufgegeben“ habe. Er protestierte gegen diese Entscheidung und bemühte diverse Zeugen, die seinen Schritt aus dem Jahre 1937 als „Taktik des trojanischen Pferdes“ belegen sollten. 
Zuletzt war Serotzki in einer Rostocker Werftkantine beschäftigt.